# 幸福乡 (华容县)
幸福乡，中华人民共和国湖南省岳阳市华容县曾经下属的一个乡，位于华容县东南部，隆庆河北岸。2015年，幸福乡并入注滋口镇。

## 建制沿革
- 1956年，设团山乡；
- 1958年，属幸福公社（后改新洲公社）；
- 1983年，分置幸福乡与新洲乡；
- 1995年，新洲乡并入幸福乡。
- 2015年，幸福乡并入注滋口镇。

## 行政区划
幸福乡下辖1个居委会、22个行政村、3个场。
- 坝上墟场居委会
- 幸福村、新乐村、民生村、东成村、白合村、团山村、同庆村、益稼村、汀头村、昭福村、中岭村、杨林村、巴围村、东沟村、东浃村、围垦村、新成村、新移村、新港村、新富村、新强村、新桥村、新北村、新洲村、新发村
- 水产场、养殖场、畜牧场